# Eleanor Collins

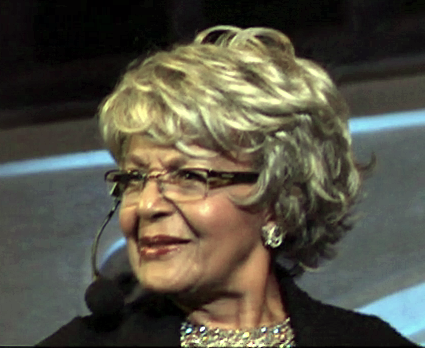
Eleanor Collins bei der Eröffnung des Black History Month 2015

Eleanor Collins (eigentlich Elnora Ruth Procter, * 21. November 1919 in Edmonton/Alberta; † 3. März 2024 in Surrey (British Columbia)) war eine kanadische Jazzsängerin und Fernsehmoderatorin.

## Leben und Wirken
Eleanor Collins‘ Eltern waren afroamerikanischer und kreolisch-indianischer Abstammung und kamen ursprünglich aus dem US-Bundesstaat Oklahoma. Als Mädchen sang und spielte sie religiöse Lieder und Hymnen und engagierte sich in der Shiloh Baptist Church in Edmonton, einer Gemeinde dieser Einwanderergruppe. Mit 15 Jahren gewann sie einen Talentwettbewerb in Edmonton und sang anschließend bei Joe Macellis Tanzband und den Three Es. 1938 zog sie nach Vancouver und begann mit dem Swing Low Quartette aufzutreten, einer Gospelgruppe, die aus Collins, ihrer Schwester Ruby Sneed sowie Edna Panky und Zandy Price bestand. Sie traten von 1940 bis 1942 beim Rundfunksender CBC/Radio-Canada auf. Dann heiratete sie und gründete eine Familie.
Im Jahr 1945 begann Collins mit dem Quintett von Ray Norris bei Serenade in Rhythm aufzutreten, ebenfalls beim CBC; eine Sendung, die mehrere Jahre lief und an Truppen in Übersee gerichtet war. Nach einem familiär bedingten Rückzug von 1948 bis 1952 trat sie im Theatre Under the Stars 1952 und 1954 in Finian’s Rainbow und 1953 in Kiss Me, Kate sowie in einer Inszenierung von You Can’t Take It with You auf. 1954 begann sie in der CBC-Fernsehsendung Bamboula: A Day in the West Indies in Vancouver mitzuspielen – die erste gemischtrassige Besetzung in Kanada und die erste in Vancouver produzierte Varieté-Serie. CBC lud sie ein, die Eleanor Show zu moderieren, die vom 19. Juni bis 11. September 1955 lief; damit war sie die erste Frau, die erste afroamerikanische Person und die erste Jazzsängerin, die eine Show im kanadischen Fernsehen leitete.
Des Weiteren hatte Collins Auftritte in der The Jackie Rae Show (1955) und in den TV-Serien Network (1963) und Pacific 13 (1956). Es folgten Show-Auftritte wie Blues and the Ballad und Eleanor Sings the Blues, beide 1960, Were You There? 1961 und Quintet 1962. Sie moderierte dann ihre zweite Fernsehshow, Eleanor, die vom 1. Februar bis 2. März 1964 ausgestrahlt wurde, mit dem Chris Gage Trio als musikalischer Begleitung. Im selben Jahr legte sie das Album Meet the Girls (CBC/Radio-Canada) vor. In den 1960er- und 1970er-Jahren trat sie auch in zahlreichen Radio- und Fernsehsendungen auf, sowohl bei CBC als auch bei CTV. Sie blieb trotz Angeboten, in die USA zu ziehen, in Kanada.
1981 trat Collins in der CBC-Radiosendung Jazzland und später in den 1980er Jahren in Edmonton auf dem Jazz City International Jazz Festival auf. Außerdem sang sie mit dem Orchester von Tommy Banks in der CBC-TV-Sendung Jazz Canada und trat 1988 bei einer Benefizveranstaltung im Hot Jazz Club in Vancouver auf. 15 Jahre später nahm sie Ruth Lowes I'll Never Smile Again für das 2003 erschienene Album She Bop! A Century of Jazz Compositions by Canadian Women auf. Im Bereich des Jazz war sie laut Tom Lord zwischen 1955 und 1961 an fünf Aufnahmesessions beteiligt, u. a. mit The Chris Gage Quartet.

## Preise und Auszeichnungen
Collins erhielt 2005 den Sam Payne Lifetime Achievement Award, und zu ihrem 90. Geburtstag wurde sie in der Hot Air Jazz Show der CBC geehrt. Außerdem erhielt sie Auszeichnungen für ihr Lebenswerk von den Black Canadian Awards (2014) und der US-Organisation Black Women in Jazz (2015). Für ihre Verdienste um die Musik und als Vorbild für die Beziehungen zwischen den Ethnien wurde sie 2014 zum Mitglied des Order of Canada ernannt. Im Januar 2022 wurde sie auf einer von der kanadischen Post herausgegebenen Gedenkbriefmarke abgebildet.

## Diskographische Hinweise
- Ray Norris Quintet, Eleanor Collins: Program No. 57 (CBC/Radio Canada, 1951)
- Ray Norris Quintet, Eleanor Collins: Programme No. 58 (CBC Radio Canada, 1951)
- Fraser MacPherson, Eleanor Collins, The Dave Robbins Quintet: Jazz from Canada (CBC Radio Canada, 1962)